# Государственная премия Чувашской Республики
Государственная премия Чувашской Республики учреждена 30 сентября 1994 года.

## Статус
Государственные премии Чувашской Республики присуждаются ежегодно:
- в области литературы и искусства — одна премия, равная 75 тыс. рублей, за произведения, отличающиеся новизной, получившие общественное признание и являющиеся крупным вкладом в развитие национальной культуры;
- в области науки и техники — две премии (в области гуманитарных наук и в области естественных и технических наук), равные 75 тыс. рублей, за фундаментальные научные труды, открытия и технические разработки, внедрение новых видов техники и технологии, соответствующие уровню передовых достижений и способствующие эффективному решению проблем социально-экономического развития Чувашской Республики (в работах прикладного характера).

Представление работы на соискание Премии производится органами исполнительной власти Чувашской Республики, организациями, в том числе высшими учебными заведениями, научными учреждениями, учреждениями культуры и искусства, общественными объединениями. Работы выдвигаются с обеспечением широкой гласности и обсуждения в коллективах организаций.
|                                              |  |                                                      |  |                                                    |  |
| Диплом и знак госпремии Чувашской Республики |  | Диплом к государственной премии Чувашской Республики |  | Знак к государственной премии Чувашской Республики |  |